# Max Berring
Max Berring  (* 16. Dezember 1866 in Berlin; † 29. Juli 1937) war ein deutscher Offizier der Preußischen Armee.

## Leben
Max Berring wurde am 25. Januar 1888 beim Ulanen-Regiment 4 zum Fähnrich befördert und hier im gleichen Jahr hier am 25. April zum Secondeleutnant. 1895 war er beim Dragoner-Regiment 9 in Metz. Seit dem 21. Juli 1908 Major der Kavallerie, kam er 1912 in Graudenz in den Stab des Jäger-Regiments zu Pferd Nr. 4. Er wurde Anfang Oktober 1913 Kommandant des neu aufgestellten Jäger-Regiment zu Pferde Nr. 10. Dem I. Armee-Korps zugewiesen, nahm das Regiment Ende August 1914 an der Schlacht bei Tannenberg teil. Im Verlaufe der Auseinandersetzungen wurde aus der Divisionskavallerie des I. Armee-Korps eine Kavallerie-Brigade, u. a. aus dem Stab des Jäger-Regiments 10, unter seinem Namen und Kommando gebildet. Bei einem Vorstoß mit dem Jäger-Regiment 10 konnte er eine Kriegskasse mit rund einer Million Rubel erbeuten.
Mitte Oktober 1917 war er als Oberst mit dem von ihm kommandierten Infanterie-Regiment 255 als Teil des Angriffstrupps bei der Landung auf Ösel im Zuge des Unternehmens Albion eingesetzt. Unter seinem Kommando kämpfte das Regiment auch in Estland und Livland. 1918/Anfang 1919 wurde er als Kommandeur des Jäger-Regiments vertreten, trat dann aber bis Anfang April 1919 wieder das Kommando an. Als Generalmajor a. D. wurde er mit der Erlaubnis des Tragens der Uniform des Regiment zu Pferde Nr. 10 aus der Armee verabschiedet.
1897 war er Corpsschleifenträger der Vandalia Berlin geworden. Am 19. September 1917 wurde er mit dem Königlichen Kronen-Orden II. Klasse mit Schwertern ausgezeichnet.